# Белл, Чарли (бизнесмен)
Чарльз Гамильтон «Чарли» Белл (англ. Charles Hamilton «Charlie» Bell; 7 ноября 1960, Кингсфорд, Новый Южный Уэльс, Австралия — 17 января 2005, Сидней, Австралия) — австралийский бизнесменом, президент с декабря 2002 года, а также главный исполнительный директор американской сети ресторанов быстрого питания McDonald’s с апреля по ноябрь 2004 года. Белл был первым неамериканцем и самым молодым человеком, занявшим эту должность.

## Биография
Белл родился в Австралии в Кингсфорде (штат Новый Южный Уэльс), но вырос в Сиднее и учился в колледже Марселлин в сиднейском пригороде Рэндвик. Белл начал свою карьеру в McDonald’s, когда ему было 15 лет в 1976 году, работая в ресторане сети в Кингсфорде, зарабатывая 3,55 доллара в час. На работу в компании Белл устроился случайно: ехал домой на автобусе, когда встретил друга по дороге, который собирался устроиться на работу в ресторан McDonald’s, Белл поехал с ним и получил работу, в то время как его друг упустил её.
Питер Ричи, первый управляющий директор McDonald's Australia, сказал о нём: «Он был готов рассказать нам, как должно работать это место, начиная с 15 лет». В 18 лет Белл стал помощником управляющего, а в 19 стал самым молодым управляющим магазином в McDonald’s Australia. В 29 лет он вошёл в совет директоров австралийского филиала в качестве менеджера по маркетингу, став управляющим директором в 33 года.
Белл быстро поднялся по карьерной лестнице в McDonald’s. Когда его спросили, хотел бы он стать генеральным директором, Белл ответил: «Я берусь за каждую работу в McDonald’s так, как будто она моя последняя. Если я умру на этой работе, я буду очень счастлив». Белл был назначен президентом и главным операционным директором, когда Джим Канталупо (бывший генеральный директор McDonald’s International) вернулся в компанию 1 января 2003 года в качестве председателя и генерального директора McDonald’s, чтобы возглавить усилия по оздоровлению компании. При предшественнике Канталупо Джеке М. Гринберге, компания терпела падение прибыли в каждом из последних семи кварталов. Акционеры изначально не были впечатлены назначениями Канталупо и Белла, поскольку это предполагало, что компания была «инбридинговой».
Однако Канталупо «разработал план», который включал «ускорение внедрения более здоровой пищи, такой как салаты». Реализация Беллом этой политики привела к восстановлению компании в последующие 12 месяцев. Когда Канталупо внезапно скончался 19 апреля 2004 года, Белл был назначен генеральным директором, сохранив за собой должность президента.
За короткое время пребывания Белла на посту генерального директора компании, самой большой проблемой которой была критика полезности её пищи, которая усугубилась выпуском документального фильма Super Size Me. Белл возглавил усилия по добавлению более здорового выбора в меню McDonald’s и разрешил родителям заменять картофель фри и безалкогольные напитки для своих детей соком и ломтиками яблок. Опция Supersize также была исключена. За время его недолгого пребывания в должности его инициативы привели к успешному повороту в судьбе McDonald’s, который сопровождался ростом цены акций на 24 %. Белл также отвечал за внедрение McCafé, франшизы кофейни, которая предлагает кофе, пирожные и выпечку, а также элитный чай.

## Болезнь и смерть
Вскоре после того, как Белл стал генеральным директором, у него диагностировали рак толстой кишки. Ему сделали операцию 7 мая 2004 года, всего через две недели после вступления в должность генерального директора. Он продолжал работать некоторое время, но в конечном итоге ушёл в отставку 22 ноября 2004 года, чтобы сосредоточиться на борьбе с болезнью, которая оказалась неизлечимой. Белла сменил вице-председатель Джим Скиннер на посту генерального директора и Майкл Робертс на посту президента.
В декабре 2004 года McDonald’s заплатил $300 000 за то, чтобы смертельно больной Белл был доставлен в Австралию на специально оборудованном самолёте. Вскоре после этого он умер в своей квартире в Сиднее в окружении своей семьи.
Смерть Канталупо и Белла, которые умерли сравнительно молодыми, заставила некоторых задуматься, не привело ли пребывание на руководящей должности в компании, которая производила якобы нездоровую пищу, к их болезням, особенно потому, что Белл был известен тем, что часто ел продукцию McDonald’s. Аналогичным образом, два последующих генерального директора Wendy’s, Джим Ниар и Гордон Тетер, умерли в возрасте пятидесяти лет от сердечных приступов. Неизвестно, способствовала ли диета Белла его раку.

## Награды
В июне 2005 года Белл был удостоен звания офицера Ордена Австралии. Награда была вручена задним числом с 17 июня 2004 года.

## Другие должности
Белл занимал следующие должности:
- Член Всемирного совета благотворительной организации «Дом Роналда Макдоналда» до 2001 года.
- Член Делового совета Австралии.
- Член консультативного совета Фонда борьбы с детским диабетом с 1993 по 1999 год.
- Председатель Целевой группы по дерегулированию малого бизнеса, назначенный Джоном Говардом (премьер-министром Австралии) в 1996 году.
- Попечитель Сиднейской театральной компании с 1997 по 2000 год.
- С 1988 по 1997 год был директором Молодёжного театра «Пакт» в Сиднее (Австралия)[9].